# System Jakości Produktów Rolnych i Środków Spożywczych
System Jakości Produktów Rolnych i Środków Spożywczych (ang. Quality Schemes for Agricultural Products and Foodstuffs) – regulacja europejska mająca na celu wspieranie producentów produktów rolnych i producentów środków spożywczych do informowania kupujących i konsumentów o cechach produktów i środków spożywczych. System ma zapewnić uczciwą konkurencję, dostęp konsumentów do wiarygodnych informacji na temat produktów, chronić własność intelektualną oraz przestrzegać integralności rynku wewnętrznego.

## Regulacje Wspólnoty w zakresie Systemu Jakości Produktów Rolnych i Środków Spożywczych
Rozporządzenie Parlamentu Europejskiego i Rady UE z 2012 r. określa prawną ochronę oznaczeń i symboli właściwych dla poszczególnym systemom jakości. System jakości obejmuje:
1. chronione nazwy pochodzenia i chronione oznaczenia geograficzne oraz
2. gwarantowane tradycyjne specjalności.

## Chronione nazwy pochodzenia[1]
System chronionych nazw pochodzenia i chronionych oznaczeń geograficznych wspiera producentów wyrobów związanych z danym obszarem geograficznym poprzez:
- zagwarantowanie godziwych dochodów z tytułu właściwości wytwarzanych przez nich produktów;
- zapewnienie jednolitej ochrony nazw jako jednego z praw własności intelektualnej na terytorium Unii Europejskiej;
- udostępnienie konsumentom jasnych informacji na temat właściwości stanowiących wartość dodaną produktów;

## Chronione oznaczenia geograficznej[1]
Chronione oznaczenia geograficzne oznaczają, że produkt pochodzi:
- z określonego miejsca, regionu lub kraju;
- który ma określona jakość, renomę lub inne cechy charakterystyczne wynikające z tego pochodzenia geograficznego;
- którego przynajmniej jeden etap produkcji odbywa się na tym określonym obszarze geograficznym.

## Gwarantowane tradycyjne specjalności[1]
System gwarantowanych tradycyjnych specjalności oznacza chronienia tradycyjnych metod produkcji i przepisów kulinarnych. System wspiera producentów produktów tradycyjnych w procesie wprowadzania produktów na rynek. Informuje konsumentów o cechach tradycyjnych przepisów kulinarnych i produktów stanowiących wartość dodaną.
Nazwa kwalifikuje się do zarejestrowania, jeżeli opisuje ona określony produkt lub środek spożywczy, który:
- otrzymano z zastosowaniem sposobu produkcji, przetwarzania lub składu odpowiadającego tradycyjnej praktyce w odniesieniu do tego produktu lub środka spożywczego;
- został wytworzony z surowców lub składników, które są tradycyjnie stosowane.

Aby nazwa mogła zostać zarejestrowana, jako gwarantowana tradycyjna specjalność musi ona:
- być tradycyjnie stosowana w odniesieniu do określonego produktu;
- oznaczać tradycyjny lub specyficzny charakter danego produktu.

## Wspieranie Systemu Jakości Produktów Rolnych i Środków Spożywczych z funduszy europejskich
W rozporządzeniu Parlamentu Europejskiego i Rady UE z 2013 r. przyjęto działanie w sprawie wsparcia System Jakości Produktów Rolnych i Środków Spożywczych. Działania związane z systemem realizowano w ramach Programu Rozwoju Obszarów Wiejskich przypadającego na lata 2014–2020.
Systemy jakości, w tym systemy certyfikacji gospodarstw, produktów rolnych lub środków spożywczych, uznaje się po spełnione określonych kryteriów ustalonych w rozporządzeniu.
Specyfika produktu końcowego wytworzonego w ramach takich systemów wynika z jasnego wymogu zagwarantowania, takich elementów, jak:
- określonych cech produktu,
- określonych metod uprawy lub produkcji,
- jakości produktu końcowego.

System otwarty jest dla wszystkich producentów, przy czym zgodność produktu jest weryfikowana przez organy publiczne lub niezależny organ kontroli, w tym jeśli:
- system jest przejrzysty i zapewnia pełną identyfikowalność produktów;
- system jest dobrowolny i zgodny z unijnymi wytycznymi dotyczącymi najlepszych praktyk dla dobrowolnych systemów certyfikacji produktów rolnych i środków spożywczych.